# Leu rumano
El leu (en rumano, leu) es la unidad monetaria oficial de Rumanía, que se ha utilizado desde la fundación del Banco Nacional de Rumania en 1880. Un leu está dividido en 100 bani (en singular ban). Rumanía se ha comprometido a adoptar el euro cuando reúna las condiciones necesarias. El código ISO 4217 del leu rumano es RON.
En español el plural de leu es leus, y debe evitarse la forma rumana lei.

## Historia
En el siglo XVII, en los estados rumanos se utilizaba como moneda el tálero neerlandés (leeuwendaalder), moneda en la que aparecía un león, por lo que se utilizaba popularmente la palabra lei (plural de león en rumano) para denominar al dinero, denominación que permaneció después de que se dejase de utilizar el thaler.
Desde el 1 de julio de 2005, entró en circulación el nuevo leu (RON) que reemplaza al antiguo (ROL), equivaliendo 1 leu nuevo a 10.000 lei "antiguos". Los "nuevos" lei coexistieron hasta el 31 de diciembre de 2006 con los billetes y monedas del leu "antiguo" (entre paréntesis su equivalencia en el nuevo leu):

## Monedas
Las monedas en circulación actualmente del leu rumano son:
| Nuevas monedas de leu rumano (2005 series) | Nuevas monedas de leu rumano (2005 series) | Nuevas monedas de leu rumano (2005 series) | Nuevas monedas de leu rumano (2005 series) | Nuevas monedas de leu rumano (2005 series) | Nuevas monedas de leu rumano (2005 series) | Nuevas monedas de leu rumano (2005 series) | Nuevas monedas de leu rumano (2005 series) | Nuevas monedas de leu rumano (2005 series) | Nuevas monedas de leu rumano (2005 series) | Nuevas monedas de leu rumano (2005 series) |
| Imagen                                     | Valor                                      | Parámetros Técnicos                        | Parámetros Técnicos                        | Parámetros Técnicos                        | Parámetros Técnicos                        | Descripción                                | Descripción                                | Descripción                                | Fecha de Acuñación                         |                                            |
| Imagen                                     | Valor                                      | Diámetro                                   | Grosor                                     | Peso                                       | Composición                                | Borde                                      | Anverso                                    | Reverso                                    | Fecha de Acuñación                         |                                            |
| ------------------------------------------ | ------------------------------------------ | ------------------------------------------ | ------------------------------------------ | ------------------------------------------ | ------------------------------------------ | ------------------------------------------ | ------------------------------------------ | ------------------------------------------ | ------------------------------------------ | ------------------------------------------ |
|                                            | 1 b                                        | 16.75 mm                                   | 1.6 mm                                     | 2.4                                        | Acero Latonado                             | Liso                                       | Escudo de armas, Año de acuñación          | Valor                                      | 1 de julio de 2005                         |                                            |
|                                            | 5 b                                        | 18.25 mm                                   | 1.6 mm                                     | 2.8 g                                      | Acero chapado en cobre                     | Estriado                                   | Escudo de armas, año de acuñación          | Valor                                      | 1 de julio de 2005                         |                                            |
|                                            | 10 b                                       | 20.50 mm                                   | 1.8 mm                                     | 4.0 g                                      | Acero niquelado                            | Estriado y liso                            | Escudo de armas, año de acuñación          | Valor                                      | 1 de julio de 2005                         |                                            |
|                                            | 50 b                                       | 23.75 mm                                   | 1.9 mm                                     | 6.1 g                                      | 80% cobre 15% zinc 5% níquel               | "ROMANIA * ROMANIA *"                      | Escudo de armas, año de acuñación          | Valor                                      | 1 de julio de 2005                         |                                            |

## Billetes
Descripción de los billetes de "nuevos" lei de circulación legal:
| Valor   | Imagen  | Imagen  | Dimensiones (milímetros) | Main Color     | Descripción | Descripción | Primera Series | Última Series |
| Valor   | Anverso | Reverso | Dimensiones (milímetros) | Main Color     | Anverso | Reverso | Primera Series | Última Series |
| ------- | ------- | ------- | ------------------------ | -------------- | --- | --- | -------------- | ------------- |
| 1 Leu   |         |         | 120 × 62                 | Verde          | El escritor e historiador Nicolae Iorga y flores de genciana                                                                                                | Catedral del Monasterio de Curtea de Arges un águila con una cruz en el pico y un símbolo con una NR y un óvalo en el centro                 | Series 2005    | Series 2005   |
| 5 lei   |         |         | 127 × 67                 | Violeta        | A la izquierda escudo de armas del país. En el centro un clavel, notas musicales y un violín. A la derecha retrato del compositor George Enescu (1881-1955) | A la izquierda el Ateneo Rumano en Bucarest. Arriba fragmento de la partitura de la Ópera Edipo Rey de Enescu. Piano al centro a la derecha. |                |               |
| 10 lei  |         |         | 133 × 72                 | Rosa y Naranja | El pintor Nicolae Grigorescu, una malvarrosa, un pincel y una paleta de pintura                                                                             | Casa de la región de Oltenia y la pintura "Rodica" (una chica de campo con cesta)                                                            | Series 2005    | Series 2008   |
| 20 lei  |         |         | 136 x 77                 | Verde oliva    | La heroína Ecaterina Teodoroiu | El mausoleo de Marasesti y una representación de la victoria alada                                                                           | Series 2021    | Series 2021   |
| 50 lei  |         |         | 140 × 77                 | Amarillo       | El ingeniero y piloto Aurel Vlaicu, una flor de edelweiss y una hélice                                                                                      | Cabeza de águila y diseño del avión "Vlaicu II", de fondo el diseño de un motor radial                                                       | Series 2005    | Series 2005   |
| 100 lei |         |         | 147 × 82                 | Azul           | El dramaturgo Ion Luca Caragiale, una violeta y una máscara de comedia                                                                                      | Teatro Nacional en Bucarest, estatua del dramaturgo y una máscara de tragedia                                                                |                |               |
| 200 lei |         |         | 150 × 82                 | Amarillo       | El poeta, dramaturgo y filósofo rumano Lucian Blaga, un poema de Blaga en un libro                                                                          | Un molino de agua y el pensador de la cultura de Hamangia.                                                                                   | Series 2006    | Series 2006   |
| 500 lei |         |         | 153 × 82                 | Verde Azul     | El poeta Mihai Eminescu, una flor de tilo, pluma y tintero y un reloj de arena                                                                              | La Biblioteca Universitaria de Iași, de fondo primera página del periódico "Timpul" de la época del poeta                                    | Series 2005    | Series 2005   |